# Nematodirus
Los Nematodirus son nemátodos parasitarios; llegan a medir de 8–16 mm. Los machos tienen espículas delgadas y largas; las hembras miden 19–25 mm y poseen una cola truncada que termina en espina. Poseen además una vesícula cefálica pequeña. Habitan en el Intestino delgado.

## Especies
- Nematodirus spathiger : Parásito de ovinos y caprinos.
- Nematodirus helvetianus: Parásito de ovinos.
- Nematodirus filicollis: Parásito de bovinos y ovinos.
- Nematodirus battus: Parásito de ovinos.

- Datos: Q3656225